# リッチモンド・ロッジ
リッチモンド・ロッジ（Richmond Lodge）は、ロンドン南西部リッチモンド・アポン・テムズ・ロンドン特別区にあるリッチモンド地区を流れるテムズ川の近くに位置する歴史的建造物であったが、現在はオールド・ディア・パークとして知られ、歴史に残るリッチモンド宮殿の所有地となっている。この建造物はキングス天文台の近くに位置していた。但し、ともにリッチモンド公園にあるベンブローク・ロッジ、ホワイト・ロッジ、もしくは同名の建造物に惑わされてはいけない。
1704年からアングロ＝アイリッシュ貴族第2代オーモンド公ジェームズ・バトラーが所有していたが、彼は完璧なまでに邸宅用に建て直した。当時はオーモンド・ロッジ（Ormond Lodge）として知られていた。オーモンド公はトーリー党党首であり、同時に1711年に初代マールバラ公ジョン・チャーチルの代理としてスペイン継承戦争における英蘭勢力の指揮官に任命された軍人でもある。1701年王位継承法に倣い、1714年にオーモンド公は新政府により罷免された。1715年、議会による弾劾に直面したオーモンド公はパリに逃避し、イングランド・スコットランドの王位継承者ジェームズ・フランシス・エドワード・ステュアートを支持するジャコバイトに参加する。しかし、新政府によりオーモンド公は私権剥奪となり、ロッジを含むすべての財産を没収された。
1718年、オーモンド公の不動産は王太子ジョージ・オーガスタス、のちのグレートブリテン国王ジョージ2世の手に渡る。父であるジョージ1世との不和の後、広範囲に亘るホイッグ党の分裂の関係上、王太子と妻のキャロライン妃はセント・ジェームズ宮殿を去ることを余儀なくされた。冬の期間中、夫妻はレシティ・オブ・ウェストミンスターにあるレスター・ハウスに別の宮廷を設けたのだが、夏になるとリッチモンドで暮らすようになっていた。1726年と1727年に作家、牧師、および風刺作家のジョナサン・スウィフトが夫妻を訪ねたが、旧友のオーモンド公とともに過ごした幸せだった頃の思い出を思い出しながら悲しみに暮れた。
土地を相続したジョージ3世は、1761年に妻のシャーロット王妃との新婚旅行をその土地で過ごした。1766年7月、ジョージ3世はリッチモンド・ロッジで初代チャタム伯爵ウィリアム・ピットと逢い、政権樹立を招請した。1764年から1771年まで、リッチモンド・ロッジは主に6月から10月までを過ごす王室一家の主要な王宮であったが、一家の規模があまりにも急速に大きくなったため手狭になってしまった。リッチモンド・ロッジはキュー王立植物園に統合されたのち、1772年に解体された。その後はキュー宮殿が庭園内の主要な王宮に取って代わることになった。